# Fotogrammetria marina
La fotogrammetria marina è una branca della fotogrammetria che si dedica principalmente al rilevamento di oggetti in ambiente marino, siano essi fermi fissati sul fondo, immersi o sporgenti dall'acqua, o mobili in galleggiamento, od infine naviganti, cioè in movimento rapido e molteplice (traslazione, deriva, rollìo e beccheggio). Operazioni complementari sono le verifiche di cantiere, su elementi prefabbricati destinati al posizionamento in mare aperto. La tecnica attuale presenta soluzioni innovative di problemi particolari e perciò è in grado di rendere utili servizi all'ingegneria navale.

## Storia
La spinta alla costruzione di superpetroliere e di piattaforme per le ricerche di idrocarburi, in occasione della crisi petrolifera del 1973, comportò l'avvio di ricerche nel campo del rilevamento ingegneristico per la cantieristica, statico e dinamico, allo scopo di supportare le nuove tecnologie di prefabbricazione ed assiemaggio sia delle superpetroliere, sia di nuove piattaforme industriali da installare in mare aperto..
Alcune importanti compagnie (Shell, BP, Exxon, Agip) e governi (USA, Francia, Polonia, Germania Est, Gran Bretagna) iniziarono attività di rilevamento fotogrammetrico, per la verifica dimensionale di grossi elementi prefabbricati su terraferma, da giustapporre ed assemblare poi off-shore, spesso in ambiente marino tempestoso. Nel 1977 l'Agip avviò un suo programma di ricerca con lo scopo di risolvere alcuni problemi di controllo dimensionale su palificazioni off-shore destinate a sostenere piattaforme di produzione, che divenne operativo nel 1987 con la realizzazione di un'apparecchiatura, installabile sia su nave che su elicottero.

## Caratteristiche tecniche
Lo sviluppo relativamente recente delle attività industriali (non solo petrolifere) in mare aperto, unitamente all'avvento delle apparecchiature elettroniche ed all'incremento conseguente di controlli dimensionali più frequenti sulle grandi installazioni off-shore, ha di fatto favorito lo sviluppo della fotogrammetria marina.
La fotogrammetria marina mediante apparecchiature operanti sopra o sott'acqua (con camere classiche o digitali), è caratterizzata da almeno tre aspetti problematici di sicura originalità e novità:
1. La ripresa avviene mediante due camere di ripresa fra loro sincronizzate ad 1/1.000 di secondo ed accoppiate agli estremi di una base di lunghezza fissa; esse, pur vincolate al mezzo vettore che trovasi in lento movimento (elicottero o natante) non possono essere in linea di principio né livellate, né puntate verso l'oggetto con assi ottici esattamente imposti, anche se paralleli. Al limite, solo in casi eccezionali, per esempio su una nave, le camere possono essere fra loro distanziate a piacere ed orientate utilizzando “angoli di posizione”, fra punti caratteristici del natante (non più gli angoli orizzontali e verticali tipici del rilevamento topografico).

1. Gli oggetti fotografati possono avere un loro proprio, differenziato, continuo e più o meno rapido movimento (angolare, lineare), come del resto l'ambiente circostante (superficie marina). L'eventualità che gli oggetti possano essere fermi, in quanto fissati al fondo marino (palificazioni, piattaforme off-shore non galleggianti), è da considerarsi semplice caso del tutto eccezionale e vantaggioso.

1. Nella fotogrammetria marina praticata da elicottero (ma anche da natante) v'è una generale diversità degli effetti lineari e angolari rispetto a quelli tipici ben noti ai tecnici della fotogrammetria aerea, richiedendo l'adozione di speciali programmi di calcolo.

Le riprese subacquee da un sommergibile sono analoghe a quelle da elicottero, salvo le opportune fotocamere con obiettivi speciali e salvo i programmi di elaborazione dati, che tengono conto dell'indice di rifrazione dell'acqua (marina o dolce) nel periodo di ripresa.

### Presegnalizzazione
Come in altre branche della fotogrammetria, ogni coppia di fotogrammi (stereogramma) necessita di punti di appoggio, sulle cui coordinate spaziali viene calibrata la scala dell'immagine in 3D.
Nei cantieri navali, nelle fasi preparatorie in capannone (propulsori, timoni, elementi prefabbricati, ecc.), generalmente, di fronte alla coppia di fotocamere posizionate fisse, si predispone una rete di punti fissi permanenti, al cui centro viene via via posizionato il pezzo da controllare.  In tal modo tutti gli elementi geometrici, determinati una volta per sempre, restano invariati e l'unico elemento che cambia è l'oggetto da verificare.  Sul piazzale e qualora non vi sia una gru a ponte, in grado di posizionare ogni oggetto nella posizione prestabilita, si procede traslando punti e fotocamere, come per il rilevamento dei grossi prefabbricati di carpenteria pesante (cfr. fotogrammetria industriale).
Per il rilevamento di natanti, di strutture in galleggiamento o di navi in navigazione, purché si disponga di elicottero munito di apparecchiature per la ripresa stereometrica a camere sincronizzate, è sufficiente conoscere con sicurezza la distanza fra due punti ben riconoscibili all'estremità del natante, sul piano di coperta. Le correzioni altimetriche relative sono compiute applicando un procedimento particolare, basato su serie di collimazioni sulla superficie liquida. Per l'ambiente sottomarino vengono adottati accorgimenti speciali.

### Applicazione all'accorciamento delle superpetroliere
Un'applicazione ingegneristica delle tecniche di fotogrammetria marina quello dell'accorciamento delle superpetroliere a seguito del cambiamento delle normative internazionali per la sicurezza dei natanti e la protezione del mare dall'inquinamento: in mancanza di un bacino di carenaggio sufficientemente vasto, occorre effettuarne la trasformazione mantenendo la nave in galleggiamento entro una darsena. La parte da asportare è di norma il blocco centrale, compreso fra due sezioni identiche, in modo che i due tronconi, quello di prua e quello di poppa, possano essere successivamente accostati e saldati uno all'altro, con una tolleranza imposta a +/- 3mm nella posizione dei tagli e del loro parallelismo, allo scopo di ottenere una perfetta saldatura senza deformazioni per lo scafo.
Lo scafo, necessariamente semivuoto e galleggiante all'aperto, risente degli effetti prodotti dai seguenti fenomeni:
- impossibilità di livellamento esatto, longitudinale e trasversale;
- equiparazione della quantità dell'acqua di zavorra ripartita nelle varie cisterne, con conseguente inarcamento, insellamento o torsione del piano di coperta;
- rollìo e beccheggio, sia pure minimi;
- il vento, anche lieve, che agisce sulle murate molto emerse e sulla sovrastruttura poppiera provocando una sbandamento variabile momento per momento;
- il riscaldamento solare che incide con angolo sempre diverso sullo scafo, che essendo riscaldato variamente, nel corso della giornata si allunga, si inarca (coperta soleggiata più lunga della chiglia immersa), si incurva a gondola (lato esposto più lungo del lato in ombra). Per differenze termiche invernali di soli 5° Celsius, dovuti al soleggiamento, si verificano frecce di 8–10 mm su lunghezze di 200 m, superiori alla tolleranza richiesta.

Il monitoraggio dimensionale continuo e preciso in ogni istante è dunque necessario per operare l'accorciamento: le misurazioni vengono effettuate  "in laboratorio sullo stereomodello dell'oggetto anziché all'aperto sull'oggetto reale" e i due fotogrammi "fissano" una determinata situazione in quel preciso attimo e rimangono come documento d'archivio, valido per successivi controlli.

### Applicazione ad una piattaforma petrolifera
Quando l'oggetto delle verifiche dimensionali è una piattaforma petrolifera ovvero una generica struttura marina reticolare a tubi, "sia essa fissa o rimorchiata in galleggiamento od infine in fase di varo off-shore", il procedimento stereofotogrammetrico consente contemporaneamente anche i controlli numerici di ortogonalità, parallelismo, convergenza, coassialità, complanarità e curvatura delle varie parti componenti la struttura. È inoltre possibile l'accertamento di incurvature o contorsioni elastiche provocate dallo stress conseguente al varo in mare aperto, con la progressiva rotazione d'assestamento per gravità. Tale risultato si ottiene facendo misure in laboratorio, grazie all'utilizzo di computer dedicati (restitutori stereofotogrammetrici analitici) e di sofisticati programmi per l'elaborazione dei dati.